# IC 2390
IC 2390 је спирална галаксија у сазвјежђу Рак која се налази на листи објеката дубоког неба у Индекс каталогу.
Деклинација објекта је + 19° 42' 11" а ректасцензија 8h 41m 51,7s. Привидна величина (магнитуда) објекта IC 2390 износи 14,6 а фотографска магнитуда 15,4. IC 2390 је још познат и под ознакама CGCG 89-67, NPM1G +19.0187, in M 44, PGC 24434.